# Porc du Caucase du Nord
Le porc du Caucase du Nord (severokavkazskaïa svinia, Ceвepoкaвкaзcкaя свинья) est une race de porc originaire du  Caucase du Nord, au sud de la Russie européenne.

## Origine
Cette race a été sélectionnée du temps de l'URSS par P.A. Ladan dans l'oblast de Rostov et la région de Krasnodar par croisement d'une race locale, le porc du Kouban, avec des individus de race Large white, Berkshire et avec le Deutsches Edelschwein (race allemande). La race est officiellement reconnue en 1955. Il y avait 195 000 têtes en URSS en 1980. Il est à l'origine du porc du Don (Donskoï), reconnu en 1978 pour ses qualités bouchères.

## Description
C'est une race moyenne, mais forte de couleur pie noire, les truies pouvant peser en moyenne 228 kg, les verrats 279 kg. Ils atteignent 100 kg en 198 jours. La tête de ce cochon est large avec une figure légèrement arquée, les oreilles dressées ou à moitié dressées. Sa poitrine est large et profonde, le dos long et large. Ses cuisses sont courtes et complètes. Il a le crin dense et doux.